# Liste von Leuchttürmen im Libanon
Die Liste von Leuchttürmen im Libanon enthält aktive und historische Leuchtfeuer mit einer Höhe von mindestens 4 Metern und einer Grundfläche an der Basis von mindestens 4 m². Die Liste zeigt die Objekte von Nord nach Süd entlang seiner 225 Kilometer langen Küste am Mittelmeer.

## Liste
| Leuchtturm arabisch منارة | Leuchtturm arabisch منارة | Leuchtturm arabisch منارة | Ort, Region           | Koordinaten                      | Baujahr/e | Höhe in m | Höhe in m | Kennung ∡°   | Reichweite    | UKHO # NGA # ARLHS #                  |
| Leuchtturm arabisch منارة | Leuchtturm arabisch منارة | Leuchtturm arabisch منارة | Ort, Region           | Koordinaten                      | Baujahr/e | Bau       | Feuer     | Kennung ∡°   | Reichweite    | UKHO # NGA # ARLHS #                  |
| ------------------------- | ------------------------- | --- | --------------------- | -------------------------------- | --------- | --------- | --------- | ------------ | ------------- | ------------------------------------- |
| Rumkin                    | Rumkin                    | Bild gesucht Die Wikipedia wünscht sich an dieser Stelle ein Bild vom hier behandelten Ort. Falls du dabei helfen möchtest, erklärt die Anleitung , wie das geht. BW | Rumkin-Insel, Tripoli | 34° 29′ 48,8″ N, 35° 45′ 38,6″ O | ≈1864     | 5         | 22        | Fl.W.3,3s    | 18 sm (33 km) | E 5926 21048 LEB-001                  |
| Löwenturm                 | Löwenturm                 | | Tripoli               | 34° 26′ 59,2″ N, 35° 49′ 49,6″ O | nach 1400 |           | 21        | F.R.         | 3 sm (6 km)   | E 5927.6 21060 zeitweilig             |
| Ras Beirut                | neu                       | | Ras Beirut            | 33° 54′ 0″ N, 35° 28′ 11,4″ O    | 2003      | 26        | 52        | Fl.(2).W.10s | 22 sm (41 km) | E 5934 21116 LEB-002                  |
| Ras Beirut                | alt                       | | Ras Beirut            | 33° 53′ 51,1″ N, 35° 28′ 21″ O   | 1956/1957 | 27        |           | inaktiv      |               | Rotes X oder Kreuzchensymbol für nein |
| Al-Zira                   | Al-Zira                   | | Al-Zira Insel, Sidon  | 33° 34′ 18″ N, 35° 22′ 6,2″ O    | ≈1930er   | 4         | 10        | Fl.R.3s      | 6 sm (11 km)  | E 5940 21140                          |
| Sidon                     | Sidon                     | | Sidon                 | 33° 34′ 1,7″ N, 35° 22′ 16,1″ O  | XIII Jh.  |           | 19        |              |               | Rotes X oder Kreuzchensymbol für nein |
| Tyros                     | Tyros                     | | Tyros                 | 33° 16′ 33,9″ N, 35° 11′ 37,1″ O | ~1912     | 6         | 15        | Fl.(3).W.12s | 12 sm (22 km) | E 5942 21192 LEB-003                  |